# Joruma ebria
Joruma ebria är en insektsart som beskrevs av Mcatee 1926. Joruma ebria ingår i släktet Joruma och familjen dvärgstritar. Inga underarter finns listade i Catalogue of Life.